# Lithacodia homopteridia
Lithacodia homopteridia là một loài bướm đêm trong họ Noctuidae.